# رون إرنست
رون إرنست (بالإنجليزية: Ron Ernst)‏ هو منافس ألعاب قوى أمريكي، ولد في 5 أكتوبر 1957 في هاستينغس في الولايات المتحدة.